# Stelato

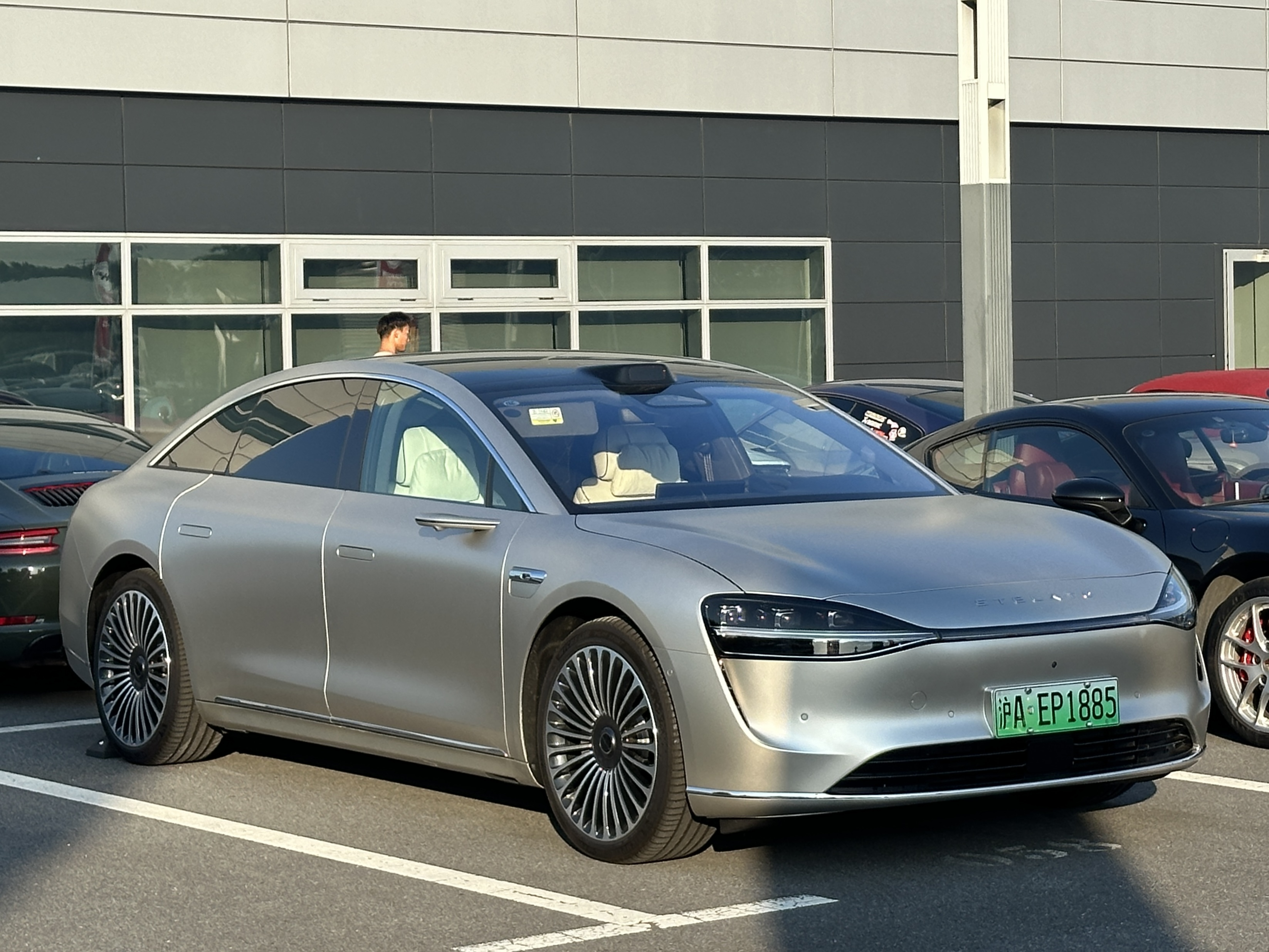
Stelato S9

Stelato ist ein chinesischer Hersteller von Elektroautos. Das Unternehmen sitzt in Shenzhen und ist seit 2024 tätig. Es gehört zu HIMA, der Automobilsparte des chinesischen Technologieunternehmens Huawei.

## Geschichte
Im Dezember 2023 registrierte Huawei über seine Automobilsparte HIMA eine weitere, dritte Automarke, die wie Aito und Luxeed über eine Allianz mit chinesischen Automobilkonzernen entstand. Stelato ist das Ergebnis einer Zusammenarbeit mit der Beijing Automotive Group, die sich über ihre Tochtergesellschaft BAIC BluePark verpflichtet hat, das gemeinsam entwickelte Modell in einer Fabrik in Peking zu produzieren.
Das Marktdebüt von Stelato fand im März 2024 statt, als das Flaggschiffprodukt vorgestellt wurde: die luxuriöse Limousine Stelato S9. Obwohl das Auto Huawei-Software in Kombination mit technischen BAIC-Lösungen verwendet, ist der S9 optisch nur eine verlängerte Version des Luxeed S7, hergestellt von einem anderen Konzern, Chery. Die Weltpremiere der Luxus-Hybridlimousine der neuen Marke fand im April 2024 während der Beijing Auto Show statt.

## Automodelle

### Aktuelle Modelle
- Stelato S9